# Szélnye
Szélnye (1899-ig Szielnicz, szlovákul: Sielnica) község Szlovákiában, a Besztercebányai kerületben, a Zólyomi járásban.

## Fekvése
Zólyomtól 6 km-re északra fekszik.

## Története
A települést 1250-ben „Zelnitz” alakban említik először, majd 1280-ban „Scelnece” formában írják. 1288-ban IV. László király a znióvári Szűz Mária kolostornak adományozta. 1293-ban „Zelnicha” alakban szerepel a korabeli forrásokban. Lakói egykor szabad emberek voltak, a falu a zólyomi királyi uradalomhoz tartozott. Szélnye gótikus temploma 1397-ben épült fel. 1657 és 1668 között a töröknek fizetett adót. A Rákóczi-szabadságharc alatt 1710-ben felégették a hadak. II. József 1776-ban a falut a besztercebányai káptalannak adta, akik 1780 és 1790 között reneszánsz-barokk stílusú kastélyt építettek ide. A 18.-19. században a falu fazekasairól volt híres.
A 18. század végén Vályi András így ír róla: „SZIELNICZA. Tót falu Zólyom Várm. fekszik Zólyomhoz 1 mértföldnyire; határja meglehetős.”
1828-ban 61 házában 485 lakos élt, akik főként mezőgazdasággal, fuvarozással, erdei munkákkal, fazekassággal foglalkoztak.
Fényes Elek 1851-ben kiadott geográfiai szótárában így ír a faluról: „Szielnicza, tót falu, Zólyom vmegyében, a selmeczi országutban: 480 kath., 5 evang. lak. Cserépedényei leghiresebbek az egész megyében. F. u. a beszterczei káptalan. Ut. p. Bucsa.”
Az 1853. évi kolerában 36 lakos hunyt el a községben. 1873 után határában szenet bányásztak. 1890-ben nagy tűzvész pusztított. A trianoni diktátumig Zólyom vármegye Zólyomi járásához tartozott.

## Népessége
| Év:            | 1994. | 2004.   | 2014.    | 2024.   |
| -------------- | ----- | ------- | -------- | ------- |
| Emberek száma: | 1112  | 1197    | 1392     | 1419    |
| Eltérés:       |       | +7,64 % | +16,29 % | +1,93 % |

| Év:            | 2023. | 2024.   |
| -------------- | ----- | ------- |
| Emberek száma: | 1415  | 1419    |
| Eltérés:       |       | +0,28 % |

1910-ben 699, túlnyomórészt szlovák lakosa volt.
2001-ben 1156 lakosából 1122 szlovák volt.
2011-ben 1324 lakosából 1106 szlovák és 109 cigány.

## Nevezetességei
- Római katolikus temploma 1942-ben épült, a korábbi 1397-ben épített templom alapjain.
- Barokk kastélya a 18. század második felében épült.

## Külső hivatkozások
- Hivatalos oldal
- E-obce.sk Archiválva 2009. augusztus 14-i dátummal a Wayback Machine-ben
- Községinfó
- Szélnye Szlovákia térképén